# Tyler Faith
Tyler Faith (Nova Iorque, 3 de abril de 1975) é uma renomada atriz pornô norte-americana que se identifica como bissexual. Sua carreira na indústria adulta teve início em 2002, quando trabalhou brevemente para a Pleasure Productions. Posteriormente, tornou-se parte da equipe da Jill Kelly Productions, onde desempenhou papéis em mais de 250 cenas. Tyler Faith é também a proprietária da Team Tyler Productions.
Em 2004, um estudante teve a oportunidade de convidar Faith para ser sua acompanhante no baile de formatura do ensino médio, graças ao Howard Stern Show. No entanto, a direção da Weston High School proibiu o estudante de fazê-lo, alegando que comparecer ao baile com uma atriz pornô não estava de acordo com os regulamentos do evento.
Tyler Faith também foi co-apresentadora do programa "The Wanker Show" no KSEX. Em 2005, ela recebeu o título de Dançarina do Ano no Nightmoves Awards.

Além de sua carreira profissional, Tyler Faith teve um breve relacionamento com o boxeador Vinny Paz. O primeiro encontro deles ocorreu em 1996 em um clube de striptease em Las Vegas. O relacionamento chegou ao fim devido ao fato de Paz estar envolvido com outras mulheres.